# Якты-Куль (Татарстан)
 Якты-Куль — деревня в Азнакаевском районе Татарстана. Входит в состав Учаллинского сельского поселения.

## География
Находится в юго-восточной части Татарстана на расстоянии приблизительно 16 км на северо-восток по прямой от районного центра города Азнакаево.

## История
Основана в 1920-х годах.

## Население
Постоянных жителей было: в 1938 году — 187, в 1949—207, в 1958—180, в 1970—198, в 1979—130, в 1989—111, в 2002 году 107 (чуваши 78 %), в 2010 году 87.